# Championnat d'Europe masculin de rink hockey des moins de 20 ans 1966
Navigation
Championnat d'Europe masculin -20 ans 1964 Championnat d'Europe masculin -20 ans 1968
Le Championnat d'Europe de rink hockey masculin des moins de 20 ans 1966 est la 7e édition de la compétition organisée par le Comité européen de rink hockey et réunissant les meilleures nations européennes des moins de 20 ans. Cette édition a lieu à Gijón, en Espagne.
L'équipe d'Espagne des moins de 20 ans remporte sa 5e couronne européenne de rink hockey et sa 3e consécutive.

## Participants
Six équipes prennent part à cette compétition.
- Belgique
- Allemagne
- Angleterre
- Espagne
- France
- Portugal

## Résultats
Chaque équipe se rencontre une fois.
| Rang | Équipe     | Pts | J | G | N | P | Bp | Bc | Diff |  | Résultats  |  |     |     |     |     |      |
| ---- | ---------- | --- | - | - | - | - | -- | -- | ---- |  | ---------- |  | --- | --- | --- | --- | ---- |
| 1    | Espagne    | 9   | 5 | 4 | 1 | 0 | 22 | 1  | +21  |  | Espagne    |  | 1-1 | 2-0 | 5-0 | 7-0 | 7-0  |
| 2    | Portugal   | 9   | 5 | 4 | 1 | 0 | 22 | 6  | +16  |  | Portugal   |  |     | 2-1 | 4-3 | 6-1 | 9-0  |
| 3    | Allemagne  | 6   | 5 | 3 | 0 | 2 | 13 | 5  | +8   |  | Allemagne  |  |     |     | 1-0 | 1-0 | 10-1 |
| 4    | France     | 4   | 5 | 2 | 0 | 3 | 13 | 11 | +2   |  | France     |  |     |     |     | 2-0 | 8-1  |
| 5    | Angleterre | 1   | 5 | 0 | 1 | 4 | 2  | 17 | -15  |  | Angleterre |  |     |     |     |     | 1-1  |
| 6    | Belgique   | 1   | 5 | 0 | 1 | 4 | 3  | 35 | -32  |  | Belgique   |  |     |     |     |     |      |